# 我的決心
《我的決心》（英語：Purpose）是加拿大歌手贾斯汀·比伯的第四张录音室专辑，于2015年11月13日由Def Jam唱片公司和School Boy Records发行。这是比伯第三张录音室专辑《我相信》（2012）的续作，于偏当代节奏布鲁斯方向的精选辑《Journals》面世后创作。专辑的创作耗时两年，期间比伯苦思录音的音乐方向，歌曲多次推倒重来。特拉维斯·斯科特、大肖恩和海爾希客串演唱，史奇雷克斯&迪波洛协助制作。在挚友兼合作伙伴杰森·鲍伊德的帮助下，带着制作一张有灵魂的专辑，借助媒体对他的所有监督、他的各种不良行为及与前女友席琳娜·戈梅茲中的令人振奋的消息，激励人们的理念，比伯开始创作和录制。
2015年，比伯曾联合唱片製作人史奇雷克斯及其当时的伙伴迪波洛推出项目杰克U电子乐团，推出了比伯有份演唱的10强单曲〈你在哪裡〉，当时比伯找到唱片的音乐方向，和史奇雷克斯创作了专辑的大量音乐。《我的決心》被认为是流行舞曲和電子舞曲的混合，许多歌曲此外带有热带浩室的味道，其他则采用了原声吉他等现场演出乐器，歌词上表达了悔恨和信仰等主题。大多数音评人给予专辑普遍正面的评价，称赞它的乐感，认为它是比伯迄今为止最优秀的专辑。然而，也有人批评歌词内容，认为专辑过分强调他请求原谅，认为他有点疲倦。
专辑发行首周销量达52.2万张，空降美国公告牌二百强专辑榜冠军，创下比伯职业生涯首周销量纪录的新高，成为他在美国夺冠的第六张专辑。此外，专辑还在另外11个国家的榜单中夺冠。截至目前专辑发行了四首单曲〈什麼意思？〉、〈对不起〉、〈愛你自己〉和〈陪伴〉。前三首单曲在美国告示牌百强单曲榜和英國單曲排行榜夺冠，打破歌手在英国等国的唱片榜单纪录。为了推广专辑，比伯多次出席电视访问和表演，并为专辑的所有曲目推出“Purpose: The Movement”，发布“舞蹈影片”。他还在2016年启动我的決心世界巡演。国际唱片业协会表示，《我的決心》是2015年销量第四高的专辑，销量达310万份，并在2016年凭借100万销量成为当年销量第11高的专辑。
专辑在第59届格莱美奖上被提名为年度专辑奖和最佳流行演唱专辑奖，而〈愛你自己〉则被提名年度歌曲奖和最佳流行歌手獎。在第58届格莱美奖上，比伯和史奇雷克斯与迪波洛凭借〈你在哪里〉赢得最佳舞曲录音奖。

## 背景
2012年和2013年，在举办我相信巡演推广个人第三张录音室专辑《我相信》的同时，比伯开始在巡演中录制歌曲，并于2013年1月证实正在创作新专辑。5个月后，他确认新专年内发布，而他的经纪人宣布正构思包装盒，会发布一张类型有别于以往的专辑。2013年10月，比伯启动为期10个星期的数字音乐活动“音乐星期一”计划，每周一晚推出一首新歌。计划结束后，2013年12月，比伯发布收录活动十首歌曲的限量版合辑《Journals》。不久后，2014年1月，唱片制作人道格拉斯·罗曼诺伍（Douglas Romanow）宣布比伯正和他录制新歌。同月，此前曾创作《Journals》大部分歌曲的杰森·“熊熊”·鲍伊德也开始隆重地和歌手一起录歌。次月，歌手证实正在录新歌。2014年3月，比伯在Instagram贴出歌曲〈体验人生〉的试听，而在4月，他在Twitter许诺新音乐会是他有史以来“最棒”的，期间他正在录音棚创作专辑。

## 编曲和录制

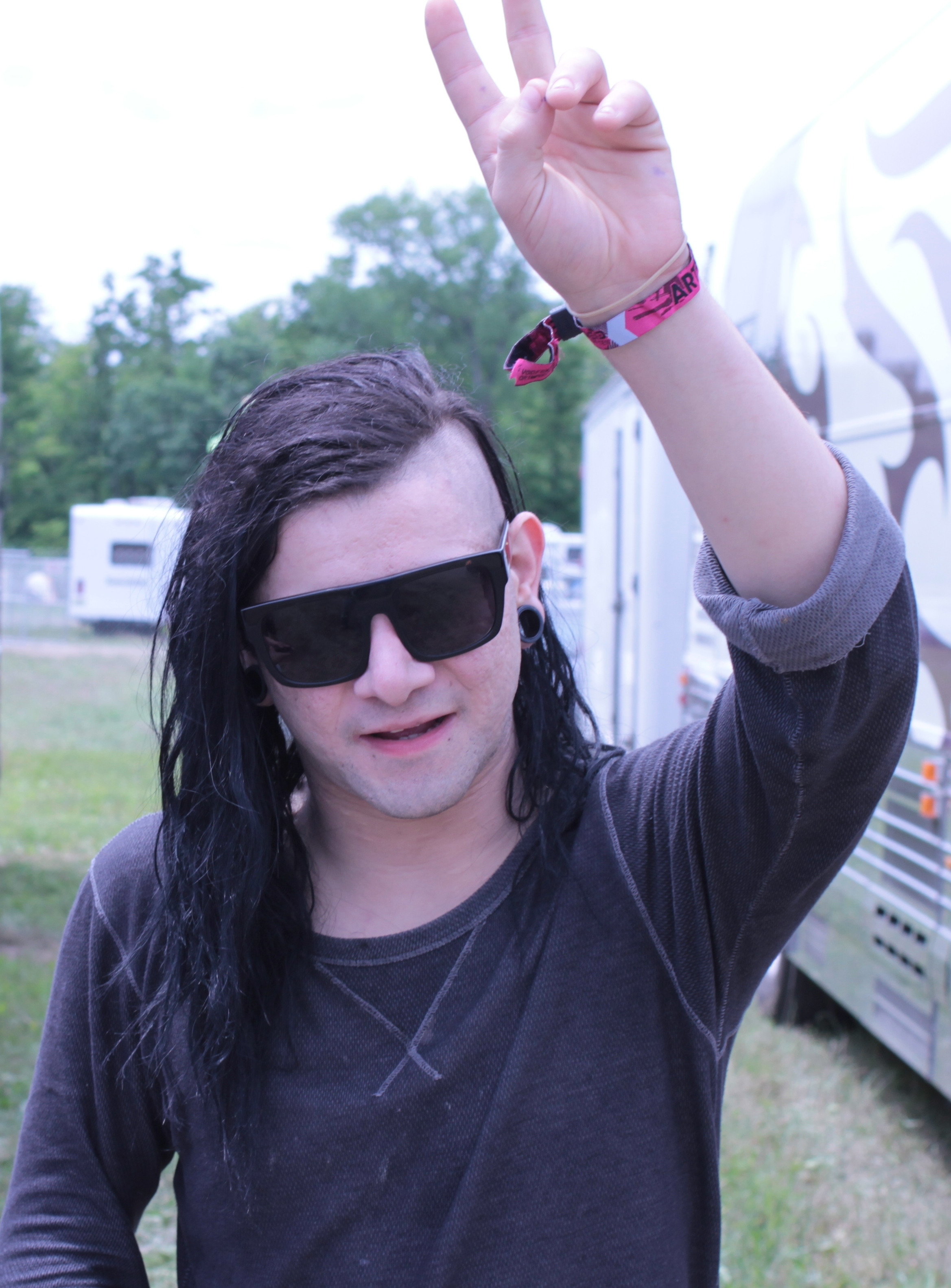
史奇雷克斯对专辑方向发挥重要作用，制作了六首歌。

几个月来，比伯不断在社交媒体放出新歌片段和与爱莉安娜·格兰德、提潘、寇弟·辛普森等歌手合作的传闻，吊足歌迷胃口。他计划联合辛普森发布不插电合作专辑，但还是决定取消，反而2014年11月一起发布单曲〈回家找妈〉。他的唱片公司还组织了编曲营，让众多词曲作家为比伯写歌，然而，他并不觉得和歌曲有联系。2014年11月，据报道美国DJ兼制作人迪波洛和史奇雷克斯正和比伯创作新专。最终，比伯许诺专辑于2015年发行，宣称它将会是“我的全新一页”。2015年1月，他的经纪人摩托車·布勞恩在Instagram分享了比伯和唱片制作人里奇·鲁宾的合照，而在2015年3月接受《今日美国》采访时，比伯宣布他正和肯伊·威斯特合作。采访中，他还透露整张专辑要重做，因为“它不符合我和我思绪现在的处境”。他自己表示，“你无时不刻都在考虑你要写的东西，我现在想的事情更积极了，完全改变了我的音乐。”

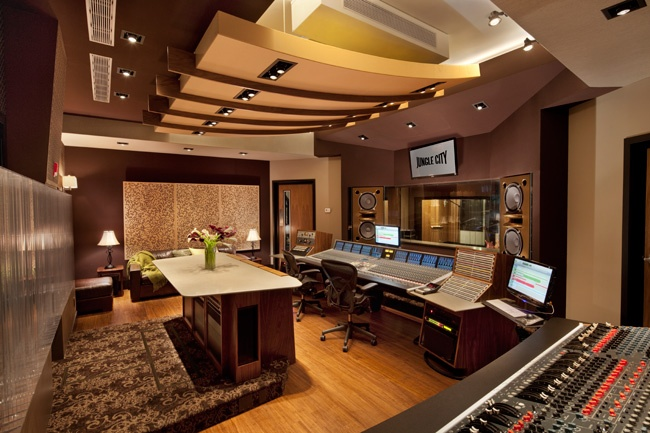
专辑部分歌曲在丛林之城录音棚录制。

7月的采访中，他谈到了和史奇雷克斯的合作：“史奇雷克斯的确是天才。他非常前卫，我喜欢他的声音。我觉得，能就我正在做的作品和那把声音合作，非常酷，因为这感觉很新鲜，我认为之前没人这样做过。”史奇雷克斯也谈到了此番合作，解释称：“我听过一些写得很好的歌，他们希望我参与制作，自那时起，我们写了一些新歌。这是一次让我尝试一些之前没做过的事情的机会，我们最终作出了一些非常独一无二的作品。”至于威斯特，比伯表示：“之前个来月，我和他呆在录音棚。我认为他在推着你。他绝对往我的路子和我的方向上想，不不想偷走我的想法......这就是为什么歌手乐衷于找他的原因，他给你带来一些其他人没有的东西。”2015年8月，《公告牌》报告比伯正和梅森·“MdL”·利维和半珍贵武器的贾斯汀·特兰特合作。2015年10月，经纪人透露了比伯和美国歌手哈斯莉合作的可能性，比伯同时确认英国创作歌手艾德·希兰将为专辑创作一首歌曲。

## 创作过程
2015年8月，《公告牌》的杰森·利普施特（Jason Lipshut）报道称专辑“显然会追随他2013年的弱拍不插电节奏布鲁斯项目《Journals》，融合电子舞曲和流行乐。”利普施特还指出，“消息人士表示新专辑将包含多首比伯反思个人过失的钢琴民谣，还有他直接和粉丝对话的终曲独白。”在Wango Tango音乐节的采访中，比伯谈到专辑的方向：“总的来说，我对我创作地方感到高兴。我觉得这可能是我有史以来最棒的作品。没有真正的方向，它就像人们可以跟着跳舞的令人振奋的音乐......这有点不同，它真的很振奋人，人们听到会笑。”谈到之前比伯客串的由杰克Ü电子乐团创作的〈你在哪里〉将是专辑的指向性作品时，他回应称专辑会有“这类作品的片段”（大概是电子舞曲），但那样会“真的很有音乐性，有许多真材实料的乐器”。他还表示他“尝试保持声音一致，但感到郁闷，就好像我想让它表现得很糟糕。你知道我希望人们喜欢上它，它激励人们。有时候我会想，够好了吗？这就是我想要走的方向？”《我的決心》融合了舞曲、电子音乐节奏和简洁的当代节奏布鲁斯民谣。这张专辑使用了氛围乐器以及踩镲、贝斯和合成器。
引子曲〈记住我的话〉被认为是专辑所有歌曲的前奏，“融合了弱拍和醇美的曲目，制作和词曲引人注目”，其中比伯用了假声。〈秀出去〉是认为是一首“小清新电音民谣”，采用氛围合成器、低音贝斯、敲击式打击乐器和大量串连合成器。〈什么意思〉和〈对不起〉是热带浩室，前者采用“排簫和钢琴”，有“些许暗黑电音流行”，而后者受舞厅音乐影响。专辑还收录了欧洲迪斯科曲目〈孩子们〉、节奏迪斯科流行曲〈都是你〉和〈习惯我〉、“不合群的、回响贝斯式”“暗黑流行歌”《这种感觉》以及最初取名为〈The Most〉的慢式钢琴民谣〈你在哪里〉，而这首民谣的原版收录于专辑的部分版本中，由史奇雷克斯和迪波洛转制为电子舞曲，“占据了他的许多歌声，增添了天然的和谐感”，“在他唱出‘I need you the most’的时候利用并扭曲了贾斯汀的歌声”，使人们以为这是“海豚音”。
和专辑中出现的舞曲导向歌曲不同的是，专辑还收录了不插电流行曲〈爱你自己〉，它编曲简单，采用吉他和“一小段小号”，偏民谣风。此外还有钢琴民谣〈体验人生〉和专辑同名曲〈我决定〉。此外，〈陪伴〉融合了电子流行乐和节奏布鲁斯，堪比比伯之前的作品《Journals》。〈无压力〉是“梦幻般的”节奏布鲁斯曲目，由此前在比伯的专辑《我相信》的《只要你爱我》和《Journals》的《孟菲斯》中合作过的说唱歌手大肖恩客串，采用“耀眼夺目的吉他即兴重复段”和“闪闪发亮、精加工的原声吉他”。〈无意识〉偏嘻哈风，带有低音合成器和陷阱音乐的影响，这主要是因为特拉维斯·斯科特的加入。他的说唱被指过分依赖自动调音修正，而比伯的歌声像贾斯汀·汀布莱克。〈我们〉和〈信任〉也依赖嘻哈乐，前一个采用“沉重的背景循环”，后一个的特点是“尖锐的乐器制作和节拍停顿的转换”，有德雷克的影子。收录于沃尔玛和日本版的《Hit the Ground》，“节奏转换有机”，“史奇雷克斯的高潮段富有想象力”，和“芯片音乐的风笛”形成对比。

### 主题和歌词内容
专辑主要词曲作者杰森·鲍伊德在接受《调音器杂志》采访时谈到专辑的主题，表示：“它关于铭记和熟悉的贾斯汀的现状。老实讲，我们真正想让这个项目鼓舞人心。如果我们谈到一个女孩，那就是刚刚发生的事情。总的来说，我们接触了他的私生活，例如他的人际关系问题，但同时，这是当代基督教音乐的健康平衡。我们想着如何确保它不是负面的，而是令人振奋的。即便音乐谈到他的爱情，感觉也是不错的，你是不会觉得沮丧的。”比伯在接受今日美国采访时，宣称专辑中的歌曲“关乎成长，很符合你自己。我想说，这就是人生经历，它知道你能鼓起勇气继续前进。希望和信念，我的信念，也让我走出阴霾。我相信它。有时候，你身边的人或许会玷污你的信仰，我认为这恰好发生在我身上，我放弃了我的信念。”谈到专辑的灵感是否源于前女友赛琳娜·戈麦斯的启发，他承认：“我的很多灵感都是她给的。这段关系很长久，有过心碎，也不乏欢欣，我想写的情感有很多很多，所以这张专辑的涵义有很多。”

### 歌曲
《卫报》的卡罗琳·苏利文（Caroline Sullivan）认为，《我的決心》的歌曲是“遗憾的回首和崭新的开端”。主题也可以说是“就各种记录详尽的劣迹向前任赛琳娜·戈麦斯和粉丝们诚挚道歉”。《Complex》的谢尔登·皮尔斯（Sheldon Pearce）指出，“《我的決心》的核心是通过音乐乞求正式的原谅”。专辑的开场曲〈记住我的话〉便是严肃的请求，当中他答应“把我的全部献给你”，“言出必行”。在致歌迷的公开信《秀出去》是“对成长在公众的目光下的困难的自传式体悟”。〈什么意思？〉被认为是“以男生口吻写的关于苦寻异性却不得的歌”，而《对不起》“向假定的前任诚挚道歉”，试图弥补过错。〈爱你自己〉被指是“对势利前任的冷血分手”，有音评人认为“隐藏在歌名〈爱你自己〉之下的真正含义是〈X你自己〉。”第六首歌〈陪伴〉“期待找到有吸引力的人，但也为此设定了一些健康的界线。”〈无压力〉邀请前任复合，但另一边厢坚称“我不想加上你的痛苦”，而大肖恩引用了小野洋子、《街头霸王》和电视连续剧《嘻哈帝国》。第八首〈无意识〉“谈到和女生同床的体会”，特拉弗斯·斯科特的说唱“歌词谈到他是如何错过被‘爱上’的”。
第九首〈这个感觉〉“谈到对爱情压倒性和情感冲动的质疑”，比伯和哈斯莉自问：“我谈的是恋爱还是恋爱的这种感觉？”〈体验人生〉中，比伯“混淆救赎和宽恕，表示你可以把他钉在十字架上，但‘只有上帝能审判我’。”词曲作者杰森·鲍伊德认为：“这是一张积极的唱片，说人生值得活下去，我们都应该活着。我们应该如此。人们错以为要向他们学习，不想重蹈覆辙，却在说：‘你知道我？我再也不会这样做了。人值得活下去，我不会因为我摔倒了而放弃。我会更加勤奋，因为我的人生是有价值的。’这是多么正面的意义，我觉得这能挽救不少人的性命。”〈你在哪里〉“呵护并为不会归还恩惠的前任祈祷”。《孩子们》传递出事关社会意识的讯息，“倡导为我们最年幼的居民营造出更美好的世界”，但逊色于迈克尔·杰克逊的〈镜中人〉和〈地球之歌〉。专辑同名歌曲〈我决定〉“讲到他游走在绳索尽头的日子，但上帝带着决心保佑了他”，以关于上帝的“长旁白”收尾。纳斯客串的〈我们〉的歌词提到意外发现和瑜伽，《信任》表達了“對爱依然相信”，〈全心全意〉反映了相信上帝能填补他的内心，并在末尾的旁白中敘說了“上帝是完美的，他从来不会失望，所以我得到他的认可，也给了他我的认可。”

## 命名和封面
比伯表示，把《我的決心》定为专辑名称，是因为他感觉自己失去了决心后，最终把决心找了回来。他补充道：“这个词在人生中的份量非常沉甸甸......我的決心是激励大家，利用我的平台帮助大家。”MTV News的帕特里克·霍斯肯（Patrick Hosken）指出，在专辑的封面中，“比伯上身赤裸，站姿非常端庄，双手祈祷般地交叉着，低着头看着在他身体处的词‘决心’”。封面还有一个符号，“类似于不对称的十字架，上面有个圈圈，覆盖着整个背景，还画在了他身上。”豪华版使用了大致相同的封面，只有背景和十字架涂成了黑色。最初由于封面有着浓重的基督教意义，尤其是比伯的十字架纹身和祈祷姿势被认为“太具挑衅性”，专辑在中东国家及印度尼西亚被禁。这些国家的封面换成了比伯站在悬崖上，俯瞰着海岸。

## 发行和推广

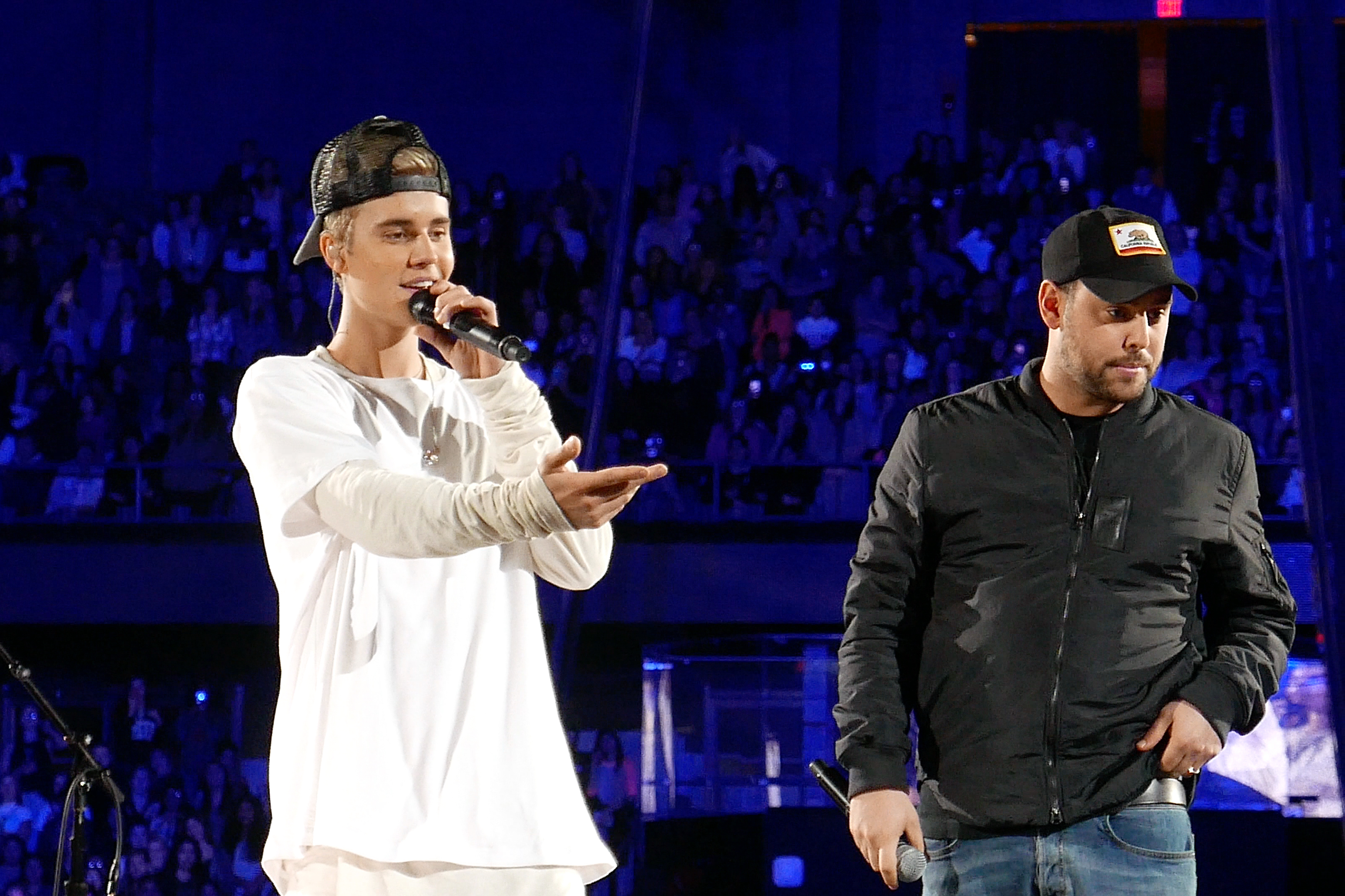
摩托車·布勞恩在2015年一场演出中宣传专辑。

2015年，比伯宣布择日公布专辑发售日期，表示不打算为了赶制专辑而赶制专辑。5月9日，他在Wango Tango采访中透露：“我们刚刚收官，所以现在是最后冲刺阶段了......很快了。”2015年9月接受吉米·法伦采访，这位歌手宣布专辑将于2015年11月13日发行。2015年10月2日，比伯在他的Twitter帐号公布专辑名《我的決心》，而到了2015年10月9日，他在Instagram公布了由街头艺术家Retna制作的专辑封面。2015年10月16日，《我的決心》启动预售。爱莉安娜·格兰德客串的〈什么意思？〉混音版向iTunes预购用户开放。2015年10月28日，比伯连发推文，用多国涂鸦墙展示专辑歌单。
为推广专辑，比伯登上众多杂志，诸如《公告牌》、《Complex》、《采访杂志》、《i-D》和《新音乐快递》。2015年8月30日的MTV音乐录影带大奖上，比伯连唱了〈什么意思？〉和〈你在哪里〉。之后，他参加许多电视节目，在《X音素澳大利亚》的世界红人屋顶（World Famous Rooftop）上演唱〈抱紧〉、〈都很重要〉、〈男朋友〉和〈只要你爱我〉，在《今天》表演〈你在哪里〉、〈男朋友〉、〈只要你爱我〉和〈宝贝〉，参与《吉米·法伦今夜秀》、2015年Think It Up晚会、2015年MTV欧洲音乐奖和NRJ音乐奖，并在BBC广播一台青少年奖上表演〈你在哪里〉和〈男朋友〉。2015年11月9日到11月13日，《艾伦秀》举办“比伯周”特辑，歌手接受访问、参与游戏、小品及表演〈什么意思〉、〈对不起〉和〈爱你自己〉。2016年11月17日，比伯回归《今夜秀》，表演〈对不起〉，而第二天他回到《今天》，表演〈什么意思？〉、〈对不起〉、〈爱你自己〉，同时独唱〈陪伴〉、与哈斯莉和大肖恩分别合唱〈这个感觉〉和〈无压力〉。比伯还在2015年全美音乐奖上串烧〈什么意思？〉、〈你在哪里〉和〈对不起〉，同时献艺国会电台2015年铃铛舞会。
2015年11月14日，比伯在他Vevo帐号发布每首歌音乐录影带。该项目被认为“是伴随着专辑每首歌的一系列视频短片”，“按照顺序播放时，它们组成了一部半个小时的舞蹈片段”。大多数视频并没有比伯，但出现了专辑的客串歌手，如大肖恩、哈斯莉、特拉弗斯·斯科特、史奇雷克斯和迪波洛。这些录像是由比伯长期编舞的帕里斯·格贝尔编排的。
2015年11月11日，比伯将启动我的決心世界巡演，以支持这张专辑。巡演于2016年3月9日在华盛顿州西雅图，2017年7月2日在英国伦敦结束。

## 单曲
2015年8月28日，首发单曲《什么意思》发行。早在2015年7月29日启动的社交媒体宣传活动上，比伯“每天至少委托一位名人举牌，透露新歌，并为发行日倒计时。”歌曲成为了比伯第一支在美国公告牌百强单曲榜夺冠的单曲，于2015年9月19日当周空降冠军，取代了威肯的《意乱情迷》达一个星期。该曲还是他在澳大利亚和英国的首支冠军歌，其中在英国打破流媒体记录，同时在另外11个国家榜单打榜。音乐录影带出现了比伯“上半身赤裸，和一名年轻女子在床上”、“遭到蒙面人的绑架和殴打”的场景，约翰·李古查摩客串演出。
2015年10月16日，〈对不起〉作为第二支单曲公布，并于2015年10月23日发行。歌曲的音乐录影带于前一天发布，一群女子随着旋律起舞。歌曲在美国连续三个星期夺冠，同时登顶加拿大和英国榜单。此外，单曲在其他国家的最高排位几乎都在前五之内，其中在六个国家夺冠。
2015年11月9日，《爱你自己》在赞恩·罗威（Zane Lowe）的Beats 1电台秀中首播，并于同日数字发行。该曲提前于专辑发行，并于2015年12月7日正式宣布为第三首正式单曲。专辑发行后，歌曲进入多国榜单，在其他八国榜单榜单，其中在英国连续六周、澳大利亚连续七周、在爱尔兰连续八周和新西兰连续十周夺冠，同时在美国成为专辑连续第三首冠军歌曲。
2016年2月19日，〈陪伴〉宣布成为专辑第四首，也是最后一首单曲。该曲于2016年3月8日在CHR/Pop电台广播，3月29日派往Urban电台。官方音乐录影带于2016年6月8日发布。

### 宣传及其他单曲
〈秀出去〉是首支宣传单曲，于2015年11月1日随音乐录影带发布。片中，比伯“驰骋在冰岛碧绿无垠的草地上”，“翻跟斗下山”，“在破旧飞机顶上滑板”，“只穿内裤跳入冰冷的水中”。歌曲在四国名列前十，包括加拿大，同时在其他六国名列前二十，含澳大利亚、美国和英国。专辑还收录了比伯和Jack Ü电子乐团的共同作品〈你在哪里〉，该曲原本是Jack Ü专辑《『傑克猶』隆重登場》的单曲。该曲在十多个国家夺冠，其中有美国。
专辑发行当周，有八首歌在英国单曲排行榜跻身前40，按照榜单排位排序依次为〈对不起〉、〈爱你自己〉、〈什么意思？〉、〈秀出去〉、〈陪伴〉、〈你在哪里〉、〈记住我的话〉和〈这个感觉〉，故比伯成为同时跻身前40作品最多的在世艺人。此外，专辑的所有歌曲，包括标准版和豪华版增值歌曲，均在同一周杀入前100。

## 专业评价
| 綜合得分       | 綜合得分 |
| 來源           | 評分     |
| -------------- | -------- |
|                | 6.2/10   |
|                | 63/100   |
| 評論得分       |          |
| 來源           | 評分     |
| Allmusic       | [ 40 ]   |
| 《影音俱樂部》 | C-       |
| 《告示牌》     | [ 34 ]   |
| 《娱乐周刊》   | B+       |
| 《衛報》       | [ 46 ]   |
| 《新音乐快递》 | [ 52 ]   |
| 《Pitchfork》  | 6.2/10   |
| 《滾石》       | [ 112 ]  |
| 《偏锋杂志》   | [ 38 ]   |
| 《Spin》       | 7/10     |

《我的決心》獲得了樂評的好評。Metacritic加權了20份主流樂評的評價，給予專輯63分的標準分數（滿分100）。《告示牌》的肯内特·帕特里奇給予專輯4星評價（滿分5星），讚揚了專輯“持續調配著豐富而低調的電子舞曲風格”，並認為專輯使用了“熱情洋溢的合成器、花栗鼠般的演唱、強勁的重拍和豐富的貝斯”。《娱乐周刊》的莉亚·格林布拉特亦讚揚專輯是“skittering、金屬般的舞曲和當代節奏藍調的合成”，並認為這一新的音樂方向“也許很大程度上要歸功於新派的合作者迪波洛和史奇雷克斯，以及稍不知名的製作人Poo Bear。”而類似地，《每日电讯报》的尼爾·麥克科米克表示，專輯雖然“不那麼受到主流喜歡”，但是不同尋常地“結合了科幻般的聲音和弱拍演唱樣本與電子節奏藍調氛圍”。他亦稱，歌曲“集中在歌星柔軟和迷人的演唱上”，並總結道“雖然高能舞曲巨星史奇雷克斯出現在了製作人名單上，但是全專仍然有著令人驚訝的局限性，裡面的歌曲很少有能成為超速鐵克諾聖歌的。”
《Spin》的安德鲁·翁特貝格爾亦給予專輯正面評價，寫道：這是“他職業生涯最棒的一張專輯，也是一張最終重新回到了四十強榜單冠軍的專輯，比伯靠這張專輯回答了他自己設下的問題：在流行音樂中，說對不起永遠不晚。”《Idolator》的比安卡·格雷西亦讚同這種觀點，表示專輯“毫無疑問是賈斯汀迄今為止最棒的合作專輯，展現了他揭開自己真實技藝的一面。（對別人真的）沒有什麼好抱歉的，你只需要向自己道歉。”《今日美國》的帕特·萊恩讚揚了專輯“合作的實力與自信”，指出比伯是“一名完全不懼改造自我，創造了回歸專輯新定義的藝人（……）在《我的決心》中，他證明了自己是當今最具前瞻性的藝人之一。而因此，我們也都對他轉粉了。”《新音乐快递》的艾爾·霍納給予專輯3星評價（滿分5星），評論道：“《我的決心》很顯然是比伯重塑自我的開端”，“裡面的很多選擇真的是非常棒。”《衛報》的卡罗琳·沙利文評論稱：“這一音樂方向很大程度要歸功於合作製作人史奇雷克斯，他微妙而出乎意料地將電子調音與比伯刻意而為的喘息聲結合起來，二者相得益彰。”，並表示“聲音總是很快讓人聽膩的，但歌曲卻常常是饒有趣味的。”在分析《我的決心》和1世代的《青春創世紀》時，《纽约时报》的喬恩·卡拉曼尼卡認為：“雖然比伯比1世代的任一成員都要年輕，但他的聲音在《我的決心》中聽起來卻更加老練和滄桑”，他亦指出。專輯展現了比伯是“最棒的歌手，他對自己的聲音有著清晰的眼界。”《The National》認為，專輯的主題展現了“學會在情感上虐待女生的方式，你就會成為一名男子漢。它以最爛的方式充當了成年禮專輯的功能”，又表示“比伯採取了兩面手法的策略。他在為自己使人厭惡的一面道歉的同時，又在倍加進行一些使人厭惡的行為 – 但巧妙的是，他能以更為社會接受的方式展現後者的一面。”
在Allmusic的樂評中，安迪·凯尔曼給予專輯3星評價（滿分5星），她表示專輯是一次“艱難、奇妙而引人注目的重塑”，他亦稱“《我的決心》應該吸引住曾經不那麼關注他的一些開放的粉絲，甚至能吸引回前幾年脫粉的一些人。”Pitchfork的布拉德·尼爾森雖然大體上給予專輯好評，但指出專輯“沒有特別沿用他2013年試驗性的《Journals》之先行風格”，但指出“《我的決心》中的歌都給人相似的無精打采之感覺；they seem to radiate more than they move.”《影音俱樂部》的安妮·扎拉斯基認為專輯“把自己太當回事了，以至於它常常無意間壓制了比伯最初吸引人的那些地方。”偏锋杂志的山姆·C·马克對專輯持褒貶不一的評價，他認為：“如果比伯想要以寬恕和自我提升的角度為賣點，那麼像『成為更好的自己』之類的歌詞看似有所幫助，也許有著在音樂的重塑上貫穿始終的信念有可能會成為他最棒的善意姿態”《前音後果》的編輯珍宁·舒尔兹寫道：“《我的決心》創造了比伯生涯中的至高點和至低點。史奇雷克斯和迪波洛成功地創造出了一些以脈動燃起一切的急速節拍，但專輯的中心思想卻讓人難以忍受。即便比伯顯得平庸無比，但可以看出他是在努力嘗試攀登懸崖峭壁後變得平庸的。”

### 年終榜單
《我的決心》登上了許多年終最佳專輯榜單。專輯在《Spin》“2015年25佳流行專輯”榜單排第15名，詹姆斯·格雷貝寫道：“即便他犯下了一些錯誤，但他的光環卻從未幻滅，這名21歲男生的可塑之聲從來沒有聽起來這麼棒過，尤其是被熱帶節拍和刺激的新製作之大肆宣揚圍繞著的情況下。”
| 樂評         | 榜單               | 排位 | 來源    |
| ------------ | ------------------ | ---- | ------- |
| 《娱乐周刊》 | 2015年40佳專輯     | 17   | [ 120 ] |
| 《娱乐周刊》 | 2015年10佳流行專輯 | 7    | [ 121 ] |
| Fuse電視台   | 2015年20佳專輯     | 15   | [ 122 ] |
| 《滾石》     | 2015年20佳流行專輯 | 11   | [ 123 ] |
| 《Spin》     | 2015年25佳流行專輯 | 15   | [ 119 ] |

## 商业表现
在美国，比伯和单向乐队的竞争起于英国男子乐队宣布《青春创世纪》的发售日期，将之定位他们在2016年3月间歇前的最后一张专辑。许多人将两股流行乐势力间的“战争”比作50美分和肯伊·威斯特2007年的榜首之战。然而，截至2015年11月19日周末，比伯的专辑凭借包括52.2万张传统专辑在内的64.9万张专辑等量单元在公告牌二百强专辑榜上夺冠，是比伯周销量的最高纪录。这标志着比伯的第六张冠军专辑和周销量最高纪录，超越之前在2012年卖出37.4万张的《我相信》。此外，《我的決心》的空降创下2014年专辑榜根据等量单元总量追踪流行度以来的周总销量纪录，击败了2015年卖出53.5个等量单元的德雷克的《现在才知道那就太晚了》。此外，专辑的52.2万份销量创下自泰勒·斯威夫特的《1989》以129万份（2014年11月2日记录）空降以来的最高周销量，也是自埃米纳姆售出79.2万份的《超級大痞子二部曲》（2013年11月3日记录）以来销量最好的男歌手专辑。专辑还凭借北美7700万和全球2.05亿次的纪录打破全球和北美流媒体唱片记录。第二周，专辑卖出29万份，环比下降55%。传统专辑共卖出18.4万份，环比下降65%，冠军让给了凭借破纪录的338万张销量空降榜首的阿黛尔的《25》。2015年12月，专辑在美销量突破100万，成为比伯第五张百万销量专辑。最终，专辑被宣布成为2015年美国销量第三高的专辑，总计126.9万份。截至2016年12月，专辑在该国卖出201.6万张。
专辑空降英国专辑排行榜第二位，首周销量90596张，成为2015年第二高的首周销量，仅次于首周榜单销量93189张的单向乐队的《青春创世纪》。次周和第三周保持第三位。专辑是2015年英国销量第五高的专辑，总计64.5万张。截至2016年6月，专辑在英国累计销量达120万。

## 曲目列表
| 《我的決心》 – 标准版 | 《我的決心》 – 标准版                                | 《我的決心》 – 标准版 | 《我的決心》 – 标准版                             | 《我的決心》 – 标准版 |
| 曲序                  | 曲目                                                 | 词曲 | 制作人                                            | 时长                  |
| --------------------- | ---------------------------------------------------- | --- | ------------------------------------------------- | --------------------- |
| 1.                    | 記住我的話 Mark My Words                             | 贾斯汀·比伯 杰森·“熊熊”·鲍伊德 （ 英语 ： Jason "Poo Bear" Boyd） 詹姆斯·“J哈特”艾伯拉哈特 （ 英语 ： James Abrahart） 罗德尼·“坏小子”·杰金斯 （ 英语 ： Rodney Jerkins） 弗雷德里克·哈兰德 （ 英语 ： Fredrik Halland） 迈克尔·图克 | BloodPop                                          | 2:14                  |
| 2.                    | 秀出去 I'll Show You                                 | 比伯 乔什·古德温 桑尼·摩尔 图克 瑟龙·“耐夫-U”·费姆斯特 （ 英语 ： Theron Feemster）                                                                                                 | 史奇雷克斯 Blood                                  | 3:19                  |
| 3.                    | 什麼意思？ What Do You Mean?                         | 比伯 鲍伊德 梅森·“MdL”·李维 | MdL 比伯 [a]                                      | 3:25                  |
| 4.                    | 對不起                                               | 比伯 茱莉亞·麥可斯 贾斯汀·特兰特 （ 英语 ： Justin Tranter） 图克 摩尔 | Blood 史奇雷克斯                                  | 3:20                  |
| 5.                    | 爱你自己 Love Yourself                               | 艾德·希兰 本杰明·列维 比伯 | 本尼·布兰科 西蒙·科恩                             | 3:53                  |
| 6.                    | 陪伴 Company                                         | 比伯 鲍伊德 艾伯拉哈特 安德烈·亚斯舒勒 （ 英语 ： Axident） 托马斯·特罗尔森 （ 英语 ： Thomas Troelsen） 詹姆斯·“短剑”·黄 勒罗伊·克兰普特                                                  | Axident （ 英语 ： Axident） 短剑 大舌头 鲍伊德 [a]      | 3:28                  |
| 7.                    | 無壓力 No Pressure（feat. 大肖恩）                   | 比伯 鲍伊德 罗宾·魏斯 （ 英语 ： Robin Weisse） 多米尼克·乔丹 （ 英语 ： The Audibles） 吉米·詹诺斯 （ 英语 ： The Audibles） 肖恩·安德森                                                                | The Audibles （ 英语 ： The Audibles） 鲍伊德                 | 4:46                  |
| 8.                    | 無意識 No Sense（feat. 特拉弗斯·斯科特）             | 比伯 鲍伊德 肯尼斯·科比 （ 英语 ： Soundz） 雅克·韦伯斯特 （ 英语 ： Travis Scott） 迈克·迪恩 （ 英语 ： Mike Dean (record producer)）                                                                            | Soundz （ 英语 ： Soundz） 迪恩 [a]                     | 4:35                  |
| 9.                    | 這個感覺 The Feeling（feat. 哈斯莉）                 | 比伯 迈克尔斯 小克兰斯·科菲 （ 英语 ： The Monsters and the Strangerz） 莎拉·哈德逊 （ 英语 ： Sarah Hudson (singer)） 摩尔 伊恩·克里克帕特里克 （ 英语 ： Ian Kirkpatrick (record producer)）                                                           | 史奇雷克斯 克里克帕特里克                         | 4:04                  |
| 10.                   | 體驗人生 Life Is Worth Living                        | 比伯 鲍伊德 马克·“大人物”·杰克逊 | 大人物 比伯 [a]                                   | 3:54                  |
| 11.                   | 你在哪裡 (賈斯汀·比伯歌曲) （w. 迪波洛和史奇雷克斯） | 摩尔 托马斯·韦斯利·彭茨 比伯 鲍伊德 卡尔·鲁宾·布鲁图斯 乔丹·威尔 | 史奇雷克斯 迪波洛                                 | 4:02                  |
| 12.                   | 孩子們 Children                                      | 比伯 鲍伊德 摩尔 图克 布兰登·格林 （ 英语 ： Maejor） 尼克·哈迪卡门 | 史奇雷克斯 Blood Maejor （ 英语 ： Maejor） 哈迪卡门    | 3:43                  |
| 13.                   | 我決定 Purpose                                       | 比伯 鲍伊德 史蒂芬·费力宾 艾本·瓦尔斯 杰瑞米·施耐德 摩托車·布勞恩 贾斯汀·“J”·怀特                                                                                    | 鲍伊德 施耐德 [a] 史蒂夫·詹姆斯 （ 英语 ： Steve James (DJ)） [a] | 3:30                  |
| 总时长：              | 总时长：                                             | 总时长： | 总时长：                                          | 48:13                 |

| 《我的決心》 – iTunes Store预购版增值曲目 | 《我的決心》 – iTunes Store预购版增值曲目                     | 《我的決心》 – iTunes Store预购版增值曲目 | 《我的決心》 – iTunes Store预购版增值曲目 | 《我的決心》 – iTunes Store预购版增值曲目 |
| 曲序                                      | 曲目                                                          | 词曲                                      | 制作人                                    | 时长                                      |
| ----------------------------------------- | ------------------------------------------------------------- | ----------------------------------------- | ----------------------------------------- | ----------------------------------------- |
| 14.                                       | 什麼意思？ What Do You Mean? (Remix)（feat. 爱莉安娜·格兰德） | 比伯 鲍伊德 李维                          | MdL 比伯 [a]                              | 3:24                                      |
| 总时长：                                  | 总时长：                                                      | 总时长：                                  | 总时长：                                  | 51:37                                     |

| 《我的決心》 – Spotify版增值曲目 | 《我的決心》 – Spotify版增值曲目         | 《我的決心》 – Spotify版增值曲目 | 《我的決心》 – Spotify版增值曲目 | 《我的決心》 – Spotify版增值曲目 |
| 曲序                             | 曲目                                     | 词曲                             | 制作人                           | 时长                             |
| -------------------------------- | ---------------------------------------- | -------------------------------- | -------------------------------- | -------------------------------- |
| 14.                              | 什麼意思？ What Do You Mean?（不插电版） | 比伯 鲍伊德 李维                 | MdL 比伯 [a]                     | 3:24                             |
| 总时长：                         | 总时长：                                 | 总时长：                         | 总时长：                         | 51:37                            |

| 《我的決心》 – 豪华版增值曲目 | 《我的決心》 – 豪华版增值曲目 | 《我的決心》 – 豪华版增值曲目                                                                                | 《我的決心》 – 豪华版增值曲目         | 《我的決心》 – 豪华版增值曲目 |
| 曲序                          | 曲目                          | 词曲 | 制作人                                | 时长                          |
| ----------------------------- | ----------------------------- | --- | ------------------------------------- | ----------------------------- |
| 14.                           | 都是你 Been You               | 比伯 鲍伊德 乔什·亚伯拉罕 （ 英语 ： Josh Abraham） 格林 奥利弗·“奥利吉”·戈尔茨坦 索尔·亚历山大·“A.C.”·卡斯蒂略·瓦斯奎兹 | 亚伯拉罕 奥利吉 Maejor [a] A.C. [a]   | 3:19                          |
| 15.                           | 習慣我 Get Used to It         | 比伯 鲍伊德 格林 亚伯拉罕 伊利·魏斯菲尔德 哈迪卡门 古德温 瓦斯奎兹                                           | 亚伯拉罕 哈迪卡门 Maejor [a] A.C. [a] | 3:58                          |
| 16.                           | 我們 We Are（feat. 纳斯）     | 比伯 鲍伊德 安德烈·哈里斯 （ 英语 ： Dre & Vidal） 多诺万·“DK惩罚者”·奈特 纳西尔·琼斯                                   | 哈里斯 鲍伊德 DK惩罚者 [a]            | 3:22                          |
| 17.                           | 信任 Trust                    | 比伯 鲍伊德 杰克逊                                                                                           | 杰克逊 DJ泰伊·詹姆斯 [a]              | 3:23                          |
| 18.                           | 全心全意 All in It            | 比伯 鲍伊德 杰克逊 李维 古德温                                                                               | 杰克逊 MdL [a] 古德温 [a]             | 3:51                          |
| 总时长：                      | 总时长：                      | 总时长： | 总时长：                              | 1:06:06                       |

| 《我的決心》 – 沃尔玛版增值曲目 | 《我的決心》 – 沃尔玛版增值曲目 | 《我的決心》 – 沃尔玛版增值曲目                                       | 《我的決心》 – 沃尔玛版增值曲目 | 《我的決心》 – 沃尔玛版增值曲目 |
| 曲序                            | 曲目                            | 词曲                                                                  | 制作人                          | 时长                            |
| ------------------------------- | ------------------------------- | --------------------------------------------------------------------- | ------------------------------- | ------------------------------- |
| 19.                             | Hit the Ground                  | 比伯 鲍伊德 图克 摩尔 安德鲁·瓦特 （ 英语 ： Andrew Watt (musician)） 路易斯·贝尔 布莱恩·李 | 史奇雷克斯 瓦特 [a] 贝尔 [a]    | 3:48                            |
| 20.                             | The Most                        | 比伯 鲍伊德 鲁宾·布鲁图斯 瓦尔 华莱士·约瑟夫                          | 瓦尔 布鲁图斯                   | 3:20                            |
| 总时长：                        | 总时长：                        | 总时长：                                                              | 总时长：                        | 1:13:14                         |

| 《我的決心》 – 日本版增值歌曲 | 《我的決心》 – 日本版增值歌曲              | 《我的決心》 – 日本版增值歌曲                                      | 《我的決心》 – 日本版增值歌曲 | 《我的決心》 – 日本版增值歌曲 |
| 曲序                          | 曲目                                       | 词曲                                                               | 制作人                        | 时长                          |
| ----------------------------- | ------------------------------------------ | ------------------------------------------------------------------ | ----------------------------- | ----------------------------- |
| 21.                           | Home to Mama（w. 科比·辛普森）             | 比伯 瓦特 古德温 科比·辛普森 （ 英语 ： Cody Simpson） 山姆·霍克 汤姆·斯特哈勒 | 斯特哈勒 古德温 [a]           | 3:23                          |
| 22.                           | 什么意思？ What Do You Mean?（音乐录影带） | 比伯 鲍伊德 李维                                                   | MdL 比伯 [a]                  |                               |
| 23.                           | 什么意思？ What Do You Mean?（歌词视频）   | 比伯 鲍伊德 李维                                                   | MdL 比伯 [a]                  |                               |

| 《我的決心 + 劲歌金曲》 – 日本限量版（再版） | 《我的決心 + 劲歌金曲》 – 日本限量版（再版） | 《我的決心 + 劲歌金曲》 – 日本限量版（再版）                                                                                            | 《我的決心 + 劲歌金曲》 – 日本限量版（再版） | 《我的決心 + 劲歌金曲》 – 日本限量版（再版） |
| 曲序                                         | 曲目                                         | 词曲 | 制作人                                       | 时长                                         |
| -------------------------------------------- | -------------------------------------------- | --- | -------------------------------------------- | -------------------------------------------- |
| 21.                                          | Home to Mama（w. 科比·辛普森）               | 比伯 瓦特 古德温 科比·辛普森 （ 英语 ： Cody Simpson） 山姆·霍克 汤姆·斯特哈勒                                                                      | 斯特哈勒 古德温 [a]                          | 3:23                                         |
| 22.                                          | 让我爱你 Let Me Love You（w. DJ蛇王）        | 威廉·格里加西恩 比伯 瓦特 阿里·潭波西 （ 英语 ： Ali Tamposi） 布莱恩·李 路易斯·贝尔                                                               | DJ蛇王 瓦特 贝尔                             | 3:25                                         |
| 23.                                          | 既视感 Deja Vu（w. 波兹·马龙）               | 奥斯汀·波兹 比伯 亚当·芬尼 （ 英语 ： Frank Dukes） 安德森·费尔南德玆 （ 英语 ： Vinylz） 马修·塔瓦雷斯 （ 英语 ： BadBadNotGood） 朱利安·斯威斯基 贝尔 凯恩·刚斯伯克 | 芬尼 费尔南德兹                              | 3:54                                         |
| 24.                                          | 什麼意思？ What Do You Mean?（不插电版）     | 比伯 鲍伊德 李维 | MdL 比伯 [a]                                 | 3:24                                         |

注释：
- ^[a] 表示联合制作人。
- 《习惯我》在早期压制的CD中误写作《Get Used to Me》[143]

## 制作名单
摘自AllMusic。
- 科瑞·亚伦 – 助理
- 亨尼克·安德拉德 – 工程、助理、混音助理
- 切尔西·艾弗里 – A&R
- 埃西顿 – 音樂製作人
- 珍妮佛·比尔 – 包装制作
- 菲利普·勃德罗 – 喇叭
- 贾斯汀·比伯 – 執行製作人、主唱、制作
- 大肖恩 – 客串艺人
- 本尼·布兰科 – 器乐谱写、制作人、编曲
- 布拉德 – 制作人
- 杰森·鲍伊德 – A&R、制作
- 摩托車·布勞恩 – A&R、执行制作、制作
- 莱萨·D·布朗森 – A&R
- 克里斯·伯卡德 - 摄影
- 马多克斯·查辛 – 混音助理（英语：Audio mixing (recorded music)）
- 勒罗伊·克朗皮特 – 電貝斯
- 西蒙·科恩 – 工程
- 乔什·康诺利 – 工程
- 汤姆·科恩 – 母带制作
- 迈克·迪恩 – 制作
- 迪波洛 – 客串艺人、混音、制作
- 塞隆·费姆斯特 – 钢琴
- 克里斯·加兰 - 混音助理
- 吉米·詹诺斯 - 键盘
- 迈克·“出口”·古德柴尔德 – 工程
- 乔希·古德温 – A&R、工程、混音、制作、声乐工程
- 哈斯莉 – 客串艺人
- 布兰登·哈丁 – 混音助理
- 尼克·哈蒂凯门 - 制作
- 赛义夫·“马吉夫”·侯赛因 - 制作协调
- 马克·“大人物”·杰克逊 - 钢琴、制作人
- 塞缪尔·雅凯 - 工程
- 史蒂夫·詹姆斯 - 制作
- 杰森·约书亚 - 混音
- 多米尼克·乔丹（英语：The Audibles） – 鼓
- 特丽莎·约瑟夫 – A&R
- 瑞安·考尔 – 混音助理
- 伊恩·柯克帕特里克 - 制作
- 安德鲁·卢特夫曼 – 制作协调
- 曼妮·马罗坤 - 混音
- 兰迪·梅里尔 - 母带制作
- 朱莉亚·迈克尔斯 - 伴唱
- 奇克·米申内科 - 助理、混音助理
- 克里斯·“特克”·奥莱恩（英语：Chris O'Ryan） – 工程、人声工程
- 泰迪·福透 – 伴唱
- 吉米·鲍尔斯 - 吉他
- 安迪·普罗克特- 包装制作
- 约翰内斯·拉辛那 - 工程
- 亚瑟·拉蒙德四世 – 执行制作
- 大卫·罗德里格斯 - 助理
- 格雷格·罗密尼茨基- 工程
- 乔恩·沙克特 - 助理
- 巴特·叟德尔- 工程
- 安德烈·亚斯舒勒 - 打击乐
- 艾克·舒尔茨 - 混音助手
- 克里斯·斯科拉凡尼- 工程
- 特拉维斯·斯科特 – 客串艺人
- 杰西卡·塞文 – 图像设计、包装
- 库珀·塞巴斯蒂安 - 图像设计、数字
- 萨莎·斯洛塔- 贝斯
- 史奇雷克斯 - A&R、客串艺人、混音、制作
- 杰瑞米·施耐德 - 制作
- 德瑞克·斯托克威尔 - 混音助理
- 大·特斯特 - 制作
- 特雷文·陷阱 - 和音
- 迪伦·威廉 - 声乐工程
- 詹姆斯·黄 - 吉他
- 安德鲁·温伯 - 混音

## 榜单表现
| 榜单（2015–16年）                         | 最高排位 |
| ----------------------------------------- | -------- |
| 澳大利亞（ARIA專輯榜）                    | 1        |
| 奧地利（奧地利Ö3專輯榜）                  | 3        |
| 比利時法蘭德斯（Ultratop專輯榜）          | 2        |
| 比利時瓦隆（Ultratop專輯榜）              | 6        |
| 巴西专辑榜（ABPD）                        | 1        |
| 加拿大（《告示牌》Canadian Albums Chart） | 1        |
| 克罗地亚（HDU国际專輯榜）                 | 4        |
| 捷克（ČNS IFPI專輯榜）                    | 5        |
| 丹麥（Hitlisten專輯榜）                   | 1        |
| 荷蘭（MegaCharts專輯榜）                  | 1        |
| 芬蘭（Suomen virallinen lista專輯榜）     | 4        |
| 法國（SNEP專輯榜）                        | 8        |
| 德國（Media Control專輯榜）               | 3        |
| 希腊专辑榜（IFPI Greece)                  | 5        |
| 匈牙利（MAHASZ專輯榜）                    | 10       |
| 愛爾蘭（IRMA專輯榜）                      | 1        |
| 義大利（FIMI專輯榜）                      | 2        |
| 日本（Oricon專輯榜）                      | 7        |
| 韓國（Gaon國際專輯榜） Deluxe version     | 5        |
| 墨西哥专辑榜（AMPROFON）                  | 2        |
| 紐西蘭（RMNZ專輯榜）                      | 1        |
| 挪威（VG-lista專輯榜）                    | 1        |
| 波蘭（ZPAV專輯榜）                        | 4        |
| 葡萄牙（AFP專輯榜）                       | 2        |
| 蘇格蘭（OCC專輯榜）                       | 2        |
| 南非专辑榜 （RISA）                       | 4        |
| 西班牙（PROMUSICAE專輯榜）                | 2        |
| 瑞典（Sverigetopplistan專輯榜）           | 1        |
| 瑞士（Schweizer Hitparade專輯榜）         | 1        |
| 英國（OCC專輯榜）                         | 2        |
| 美国（《告示牌》200）                     | 1        |

| 榜单（2015年）        | 最高排位 |
| --------------------- | -------- |
| 阿根廷月榜单（CAPIF） | 3        |

| 榜单（2015年）                    | 排位 |
| --------------------------------- | ---- |
| 澳大利亚专辑榜（ARIA）            | 4    |
| 奥地利专辑榜（Ö3奥地利）          | 42   |
| 比利时专辑榜（Ultratop法兰德斯）  | 29   |
| 比利时专辑榜（Ultratop瓦隆）      | 78   |
| 巴西专辑榜（ABPD）                | 11   |
| 克罗地亚外国专辑榜（IFPI）        | 47   |
| 丹麦专辑榜（Hitlisten）           | 7    |
| 荷兰专辑榜（MegaCharts）          | 4    |
| 匈牙利专辑榜（MAHASZ）            | 93   |
| 以色列专辑榜（IRMA）              | 4    |
| 意大利专辑榜（FIMI）              | 36   |
| 墨西哥专辑榜（AMPROFON）          | 7    |
| 紐西蘭（RMNZ專輯榜）              | 8    |
| 瑞典专辑榜（Sverigetopplistan）   | 4    |
| 瑞士（Schweizer Hitparade專輯榜） | 47   |
| 英国专辑榜（OCC）                 | 5    |

| 榜单（2016年）                    | 排位 |
| --------------------------------- | ---- |
| 澳大利亚专辑榜（ARIA）            | 9    |
| 奥地利专辑榜（Ö3奥地利）          | 55   |
| 比利时专辑榜（Ultratop法兰德斯）  | 20   |
| 比利时专辑榜（Ultratop瓦隆）      | 63   |
| 加拿大专辑榜（《公告牌》）        | 2    |
| 丹麦专辑榜（Hitlisten）           | 1    |
| 荷兰专辑榜（MegaCharts）          | 2    |
| 法国专辑榜（SNEP）                | 38   |
| 德国专辑榜（Offizielle Top 100）  | 41   |
| 意大利专辑 （FIMI）               | 46   |
| 墨西哥专辑榜（AMPROFON）          | 18   |
| 新西兰专辑榜（RMNZ）              | 2    |
| 波兰专辑榜（ZPAV）                | 63   |
| 瑞典专辑榜（Sverigetopplistan）   | 1    |
| 瑞士专辑榜（Schweizer Hitparade） | 26   |
| 英国专辑榜（OCC）                 | 4    |
| 美国《公告牌》二百强专辑榜        | 3    |

| 榜单（2017年）                  | 排位 |
| ------------------------------- | ---- |
| 澳大利亚专辑榜（ARIA）          | 38   |
| 加拿大专辑榜（《公告牌》）      | 38   |
| 丹麦专辑榜（Hitlisten）         | 10   |
| 荷兰专辑榜（MegaCharts）        | 19   |
| 意大利专辑榜（FIMI）            | 94   |
| 日本专辑榜（《日本公告牌》）    | 34   |
| 墨西哥专辑榜（AMPROFON）        | 95   |
| 新西兰专辑榜（RMNZ）            | 14   |
| 瑞典专辑榜（Sverigetopplistan） | 26   |
| 英国专辑榜（OCC）               | 71   |
| 美国《公告牌》200强榜           | 68   |

| 榜单（2018年）                  | 排位 |
| ------------------------------- | ---- |
| 澳大利亚专辑榜（ARIA）          | 62   |
| 丹麦专辑榜（Hitlisten）         | 27   |
| 荷兰专辑榜（MegaCharts）        | 49   |
| 瑞典专辑榜（Sverigetopplistan） | 73   |
| 美国《公告牌》200强榜           | 157  |

| 榜单（2019年）              | 排位 |
| --------------------------- | ---- |
| 丹麦专辑榜（Hitlisten）     | 53   |
| 荷兰专辑榜（Album Top 100） | 64   |

## 销量认证
| 地區                                  | 认证    | 认证单位/销量 |
| ------------------------------------- | ------- | ------------- |
| 澳大利亚（澳大利亚唱片业协会）        | 3× 白金 | 210,000^      |
| 奥地利（國際唱片業協會奧地利分會）    | 4× 白金 | 60,000*       |
| 比利时（比利時唱片音樂協會）          | 金      | 15,000*       |
| 加拿大（加拿大音乐协会）              | 4× 白金 | 320,000^      |
| 丹麦（國際唱片業協會丹麥分會）        | 6× 白金 | 120,000^      |
| 德国（聯邦音樂產業協會）              | 金      | 100,000‡      |
| 匈牙利（匈牙利录音制品制作者协会）    | 金      | 1,000^        |
| 意大利（意大利音乐产业联盟）          | 白金    | 50,000*       |
| 墨西哥（墨西哥音像製品協會）          |         | 390,000^      |
| 新西兰（新西兰唱片音乐协会）          | 2× 白金 | 30,000^       |
| 波兰（波蘭音像製造商協會）            | 3× 白金 | 60,000‡       |
| 葡萄牙（葡萄牙唱片業協會）            | 白金    | 7,000‡        |
| 西班牙（西班牙音樂製作協會）          | 白金    | 40,000‡       |
| 瑞典（瑞典唱片業協會）                | 3× 白金 | 120,000‡      |
| 英国（英国唱片业协会）                | 4× 白金 | 1,200,000     |
| 美国（美國唱片業協會）                | 3× 白金 | 2,060,000     |
| *僅含認證的實際銷量 ^僅含認證的出貨量 |         |               |

## 发行历史
| 国家   | 日期           | 版本          | 模式               | 厂牌                               | 参考                                    |
| ------ | -------------- | ------------- | ------------------ | ---------------------------------- | --------------------------------------- |
| 加拿大 | 2015年11月13日 | 标准版        | CD                 | 环球唱片                           | [ 244 ]                                 |
| 日本   | 2015年11月13日 | 标准版 豪华版 | CD CD+ DVD         | 环球唱片                           | [ 245 ]                                 |
| 美国   | 2015年11月13日 | 标准版 豪华版 | CD 數位音樂下載 LP | RBMG （ 英语 ： RBMG Records） Def Jam唱片公司 | [ 246 ] [ 247 ] [ 248 ] [ 249 ] [ 250 ] |
| 加拿大 | 2015年11月27日 | 标准版        | LP                 | 环球唱片                           | [ 251 ]                                 |
| 英国   | 2016年10月14日 | 标准版        | 卡式录音带         | 维珍EMI                            | [ 252 ]                                 |